# Cocinando para vos
Cocinando para vos fue un programa de televisión gastronómico argentino, emitido por América TV y conducido por Maru Botana y el Turco Naim. Se estrenó el 8 de mayo de 2017 y su último programa fue el 5 de enero de 2018 siendo reemplazado por Involucrados.